# Омутнинский район
Омутни́нский райо́н — административно-территориальная единица (район) и муниципальное образование (муниципальный район) на северо-востоке Кировской области России.
Административный центр — город Омутнинск.

## География
Площадь — 5168 км² (по другой оценке 5130 км²). 
Основные реки — Вятка, Омутная, Большая Бисера, Таволжанка, Белая.

## История
В археологическом отношении Омутнинский район исследован слабо. Судя по обнаруженным здесь кладам золотоордынских монет и серебряных монетных слитков новгородского типа XIII—XIV веков — Лопарёвского и Скочинского, верховья реки Вятки также, очевидно, заселялись в древнерусское время. В 1976 году В. М. Королёвым у д. Киршатской обнаружен обломок эфеса железного палаша с бронзовым овальным навершием, вероятно, этого же периода. Массовое проникновение русских прослеживается приблизительно с конца XV — начала XVI веков. 
Около 1543 года в северной части Слободского уезда в гуще русских деревень строится г. Шестаков и образуется новый уезд, населённый как русскими, так и удмуртами и, очевидно, коми-пермяками. О длительности здесь межэтнических и межконфессиональных контактов свидетельствует факт добровольного крещения 17 семейств сырьянских удмуртов в 1557 году. Верхневятский регион, по-видимому, весьма перспективен для археологических изысканий и таит в себе ещё немало находок.
Массовое заселение территории будущего района русскими началось после постройки в 1582 году иеромонахом Павлом Верховятского Екатерининского монастыря, который стал основной базой русской колонизации края.
Омутнинский район образован 29 июля 1929 года в составе Вятского округа Нижегородского края. С 1934 года район — в составе Кировского края, с 1936 года — Кировской области.
С 1 января 2006 года согласно Закону Кировской области от 07.12.2004 № 284-ЗО на территории района образованы 10 муниципальных образований: 3 городских и 7 сельских поселений.
Законом Кировской области от 5 июля 2011 года № 18-ЗО Белозерское и Вятское сельские поселения объединены в Вятское сельское поселение с административным центром в деревне Ежово.

## Население
| 1939    | 1959    | 1970    | 1979    | 1989    | 2002    | 2009    | 2010    | 2011    |
| ------- | ------- | ------- | ------- | ------- | ------- | ------- | ------- | ------- |
| 51 205  | ↗78 164 | ↘64 789 | ↘58 970 | ↗59 037 | ↘51 406 | ↘46 937 | ↘44 793 | ↘44 671 |
| 2012    | 2013    | 2014    | 2015    | 2016    | 2017    | 2018    | 2019    | 2020    |
| ↘43 777 | ↘43 026 | ↘42 364 | ↘41 834 | ↘41 377 | ↘40 915 | ↘40 242 | ↘39 633 | ↘38 966 |
| 2021    |         |         |         |         |         |         |         |         |
| ↘34 705 |         |         |         |         |         |         |         |         |

## Муниципальное устройство
С 2011 года в состав района входят 9 муниципальных образований:
1. Восточное городское поселение,
2. Омутнинское городское поселение,
3. Песковское городское поселение,
4. Белореченское сельское поселение,
5. Вятское сельское поселение,
6. Залазнинское сельское поселение,
7. Леснополянское сельское поселение,
8. Чернохолуницкое сельское поселение,
9. Шахровское сельское поселение.

### Населённые пункты
| №  | Населённый пункт  | Тип          | Население |
| -- | ----------------- | ------------ | --------- |
| 1  | 92 км             | ж.д. разъезд | 5         |
| 2  | 100 км            | ж.д. будка   | 6         |
| 3  | Аникинцы          | деревня      | 5         |
| 4  | Белорецк          | посёлок      | 617       |
| 5  | Белореченск       | посёлок      | ↘1292     |
| 6  | Большие Камерлята | деревня      | 0         |
| 7  | Васильевский      | посёлок      | 21        |
| 8  | Волоковые         | деревня      | 6         |
| 9  | Волчата           | деревня      | 119       |
| 10 | Вороны            | деревня      | 0         |
| 11 | Восточный         | пгт          | ↘5776     |
| 12 | Ежово             | деревня      | 328       |
| 13 | Ефимовцы          | деревня      | 1         |
| 14 | Загарье           | деревня      | 42        |
| 15 | Залазна           | село         | 913       |
| 16 | Зимино            | деревня      | 1         |
| 17 | Котчиха           | посёлок      | 1889      |
| 18 | Красноглинье      | село         | 2         |
| 19 | Лесные Поляны     | село         | ↘1361     |
| 20 | Лупья             | деревня      | 13        |
| 21 | Лупья             | посёлок      | 30        |
| 22 | Лусники           | деревня      | 0         |
| 23 | Малая Малаговская | деревня      | 54        |
| 24 | Малофеевка        | деревня      | 1         |
| 25 | Метрострой        | посёлок      | 151       |
| 26 | Омутнинск         | город        | ↘19 629   |
| 27 | Омутнинский       | посёлок      | 85        |
| 28 | Осокино           | деревня      | 218       |
| 29 | Пермская          | деревня      | 50        |
| 30 | Песковка          | пгт          | ↘3526     |
| 31 | Пестери           | деревня      | 1         |
| 32 | Петухи            | деревня      | 1         |
| 33 | Платоновцы        | деревня      | 5         |
| 34 | Плетеневская      | деревня      | 246       |
| 35 | Ренево            | деревня      | 3         |
| 36 | Реневская         | деревня      | 18        |
| 37 | Рякино            | деревня      | 0         |
| 38 | Северный          | посёлок      | 2         |
| 39 | Сидорята          | деревня      | 5         |
| 40 | Спиринцы          | деревня      | 0         |
| 41 | Струговский       | посёлок      | 117       |
| 42 | Тименки           | деревня      | 0         |
| 43 | Тонкино           | ж.д. станция | 27        |
| 44 | Турундаевская     | деревня      | 7         |
| 45 | Химик             | посёлок      | 0         |
| 46 | Хробысты          | деревня      | 3         |
| 47 | Чёрная Холуница   | посёлок      | ↘863      |
| 48 | Шахровка          | посёлок      | 275       |
| 49 | Шумайлово         | деревня      | 11        |
| 50 | Шумайловцы        | деревня      | 0         |
| 51 | Юбилейный         | посёлок      | 43        |

## Председатели райисполкома
С 1929 по 1991 годы в райисполкоме председательствовали:
| Ф. И. О.                     | Время замещения должности                            |
| ---------------------------- | ---------------------------------------------------- |
| Кузнецов Илья Иванович       | август 1929 – август 1930                            |
| Сырчин Василий Алексеевич    | август – декабрь 1930                                |
| Шубников Павел Гаврилович    | декабрь 1930 – декабрь 1933                          |
| Миклин Максим Емельянович    | декабрь 1933 – февраль 1937                          |
| Сюткин Михаил Павлович       | февраль 1937 – декабрь 1938                          |
| Антипанов Михаил Николаевич  | январь 1939 – январь 1947                            |
| Криулин Георгий Ермолаевич   | февраль 1947 – март 1949                             |
| Чучкалов Иван Алексеевич     | август 1949 – февраль 1953                           |
| Шишов Николай Алексеевич     | март – сентябрь 1953                                 |
| Нечаев Сергей Иванович       | декабрь 1953 – июль 1958                             |
| Злобин Василий Яковлевич     | июль 1958 – декабрь 1962, январь 1965 – декабрь 1965 |
| Пинаев Геннадий Михайлович   | январь 1966 – август 1968                            |
| Крыжановский Арий Евгеньевич | август 1968 – июнь 1976                              |
| Савенок Алексей Семенович    | июнь 1976 – апрель 1979                              |
| Дергачев Николай Васильевич  | апрель 1979 – июнь 1990                              |
| Блинов Юрий Анатольевич      | июнь 1990 – декабрь 1991                             |

## Экономика
Одним из основных работодателей района является Управление ФСИН по Кировской области. На территории района функционируют четыре исправительные колонии.